# Марко Бехар
Марко Бехар е български график, карикатурист и живописец от еврейски произход.

## Биография
Роден е на 12 март 1914 година в Ямбол, но израства в ямболското село Скалица. Завършва търговска гимназия в Бургас. От 1935 година живее в София.
През 1940 година организира първата си самостоятелна изложба, на която представя графики и карикатури, изобразяващи еврейския бит в Ючбунар.
През Втората световна война е изпратен в трудов лагер. През 1944 година става член на Кюстендилския партизански отряд.
От 1946 до 1949 година работи като редактор или заместник главен редактор във вестник „Стършел“.
През 1956 година завършва Ленинградската художествена академия „Иля Репин“.
Организира седем самостоятелни изложби – три в България (1940, 1964 и 1968), а останалите в Берлин, Будапеща, Варшава и Прага. Участва в общи изложби в Бразилия, Италия, Мексико, Швейцария, Швеция и държави от Източна Европа. В негова памет са организирани ретроспективни изложби през 1974, 2001 и 2014 година.
Негови творби са притежание на НХГ, СГХГ, галерии в Бургас, Сливен, Смолям, Ямбол, Будапеща, Букурещ, Дрезден, както и на частни колекции.
През 1964 година е удостоен със званието „Заслужил художник“.
Членува в Дружеството на новите художници.
Умира на 15 септември 1973 година в София.